# Máté Csaba (labdarúgó)
Máté Csaba  (Szekszárd, 1969. október 23. –) magyar labdarúgó, labdarúgóedző, szövetségi edző.

## Pályafutása

### Játékosként
1983 és 1993 között a Szekszárdi Dózsa, a Pécs és az FC Tatabánya labdarúgója is volt, majd Belgiumban légióskodott a másodosztályban szereplő Kortrijknál, a harmadik és második ligás Roeselare és az amatőr Wevelgem együtteseiben. 2001-ben tért vissza a Szekszárdhoz, mint játékos.

### Edzőként
A szakember a Szekszárdi Utánpótlásnevelő Football Club elnökeként és egyben egyik edzőjeként került a nemzeti csapathoz, ahol az ő koordinálása alatt (Szekszárd) napjainkra már mintegy kétszáz gyereket foglalkoztatnak. 2008 nyara óta Erwin Koeman egyik segítője a magyar labdarúgó-válogatottnál. Mellette Aczél Zoltán és Petry Zsolt a közeli szakmai stáb tagjai még. Ismeretlen névként fogadták a válogatottnál. Feladata a nemzeti tizenegynél a játékosok megfigyelése, felkészítése és az ellenfél felmérése. Szombathelyen az Illés Futballakadémián edzősködött, és az NB III-as csapat tréneri feladatait kellett ellátnia, valamint Csertői Aurél pályaedzője is volt a válogatott mellett.
2012 augusztusától Ricardo Moniz segédjeként a Ferencváros pályaedzője lett.
Moniz menesztése után, 2013. december 1-től a Ferencváros megbízott vezetőedzője lett.
2023. július 20-án ismételten megbízott vezetőedzőnek nevezték ki Sztanyiszlav Csercseszov távozását követően. Az ír Shamrock Rovers elleni Konferencia Liga selejtező mérkőzéseken (4–0; 2–0) sikeresen irányította az együttest.
2024. szeptember 1-jétől a Debreceni VSC vezetőedzője. 2024. október 27-én a DVSC vezetésével való közös megegyezés alapján elhagyta a DVSC csapatát.

### Edzői statisztika
Utolsó elszámolt mérkőzés dátuma: 2024. október 26.
| Csapat                             | –tól                | –ig                 | Statisztika | Statisztika | Statisztika | Statisztika | Statisztika | Statisztika | Statisztika | Statisztika |
| Csapat                             | –tól                | –ig                 | M           | GY          | D           | V           | RG          | KG          | GK          | GY %        |
| ---------------------------------- | ------------------- | ------------------- | ----------- | ----------- | ----------- | ----------- | ----------- | ----------- | ----------- | ----------- |
| Paks (megbízott vezetőedző)        | 2012. augusztus 11. | 2012. augusztus 30. | 3           | 0           | 2           | 1           | 5           | 6           | –1          | 0%          |
| Ferencváros (megbízott vezetőedző) | 2013. december 2.   | 2013. december 18.  | 2           | 1           | 0           | 1           | 3           | 3           | 0           | 50%         |
| Ferencváros II                     | 2020. július 1.     | 2021. június 30.    | 38          | 20          | 10          | 8           | 75          | 36          | +39         | 52.63%      |
| Ferencváros (megbízott vezetőedző) | 2023. július 19.    | 2023. szeptember 4. | 10          | 9           | 0           | 1           | 39          | 10          | +29         | 90%         |
| Debreceni VSC                      | 2024. szeptember 1. | 2024. október 27.   | 6           | 1           | 0           | 5           | 8           | 14          | –6          | 16.67%      |
| Összesítve                         | Összesítve          | Összesítve          | 59          | 31          | 12          | 16          | 130         | 69          | +61         | 52.54%      |